# Star Trek: Strange New Worlds
Star Trek: Strange New Worlds is een Amerikaanse televisieserie in het Star Trek-universum, bedacht door Akiva Goldsman, Alex Kurtzman en Jenny Lumet voor de streamingdienst Paramount+. De serie ging in première in mei 2022 en bestaat uit drie seizoenen, met een vierde seizoen in de maak. In Vlaanderen is de serie te zien op Play6.

## Achtergrond
Pike, Spock en Number One zijn allemaal personages uit de oorspronkelijke serie. De acteurs die ze vertolken waren aanvankelijk gecast voor het tweede seizoen van Star Trek: Discovery uit 2019 en na positieve reacties van fans werd er beslist om ze terug te halen voor een spin-off. De bemanning van de USS Enterprise werd verder aangevuld met acteurs die nieuwe personages spelen en acteurs die jongere versies spelen van andere personages uit de originele serie, waaronder Uhura, James T. Kirk en Christine Chapel.

## Verhaal
Star Trek: Strange New Worlds volgt kapitein Christopher Pike en de bemanning van de USS Enterprise NCC-1701 in de 23e eeuw terwijl ze nieuwe werelden verkennen en missies uitvoeren door het hele sterrenstelsel in het decennium voorafgaand aan Star Trek: The Original Series (1966-1969). De serie heeft een eigentijdse kijk op de episodische verhaallijn van de originele serie en de vormgeving uit de jaren zestig. Het is de eerste Star Trek-serie sinds Star Trek: The Next Generation (1987-1994) die de iconische openingsvertelling van de franchise bevat aan het begin van elke aflevering.

## Afleveringen
Het eerste seizoen startte op 5 mei 2022. Het tweede seizoen was vanaf 15 juni 2023 beschikbaar. Op 17 juli 2025 ging het derde seizoen van start. Een vierde seizoen is in de maak. Alle seizoenen tellen tien afleveringen.

## Rolverdeling
| Personage                   | Acteur             | Functie                    | Rang                 | Soort/volk  | Bijzonderheden                      |
| Hoofdrollen                 | Hoofdrollen        | Hoofdrollen                | Hoofdrollen          | Hoofdrollen | Hoofdrollen                         |
| --------------------------- | ------------------ | -------------------------- | -------------------- | ----------- | ----------------------------------- |
| Christopher Pike            | Anson Mount        | Kapitein USS Enterprise    | Captain              | Mens        |                                     |
| Spock                       | Ethan Peck         | Science Officer            | Lieutenant           | Vulcan      |                                     |
| Christine Chapel            | Jess Bush          | Verpleegster               |                      | Mens        | Veteraan van de Klingon-oorlog      |
| La’an Noonien-Singh         | Christina Chong    | Chief of Security          | Lieutenant           | Mens        | Afstammeling van Khan Noonien Singh |
| Nyota Uhura                 | Celia Rose Gooding | Communications Officer     | Cadet                | Mens        |                                     |
| Erica Ortegas               | Melissa Navia      | Stuurman                   | Lieutenant           | Mens        | Veteraan van de Klingon-oorlog      |
| Joseph M’Benga              | Babs Olusanmokun   | Dokter                     |                      | Mens        | Veteraan van de Klingon-oorlog      |
| Una Chin-Riley / Number One | Rebecca Romijn     | First Officer              | Lieutenant Commander | Illyriaan   |                                     |
| Hemmer                      | Bruce Horak        | Chief Engineer             | Lieutenant           | Aenar       |                                     |
| Montgomery Scott            | Martin Quinn       | Engineer                   | Lieutenant           | Mens        |                                     |
| Bijrollen                   |                    |                            |                      |             |                                     |
| Sam Kirk                    | Dan Jeannotte      | Xenobiologist              | Lieutenant           | Mens        | Broer van James T. Kirk             |
| Marie Batel                 | Melanie Scrofano   | Kapitein USS Cayuga        | Captain              | Mens        | Geliefde van Christopher Pike       |
| T’Pring                     | Gia Sandhu         |                            |                      | Vulcan      | Verloofde van Spock                 |
| James T. Kirk               | Paul Wesley        | First Officer USS Farragut | Lieutenant           | Mens        |                                     |
| Pelia                       | Carol Kane         | Chief Engineer             | Commander            | Lanthaniet  |                                     |